# Bergslagsplan

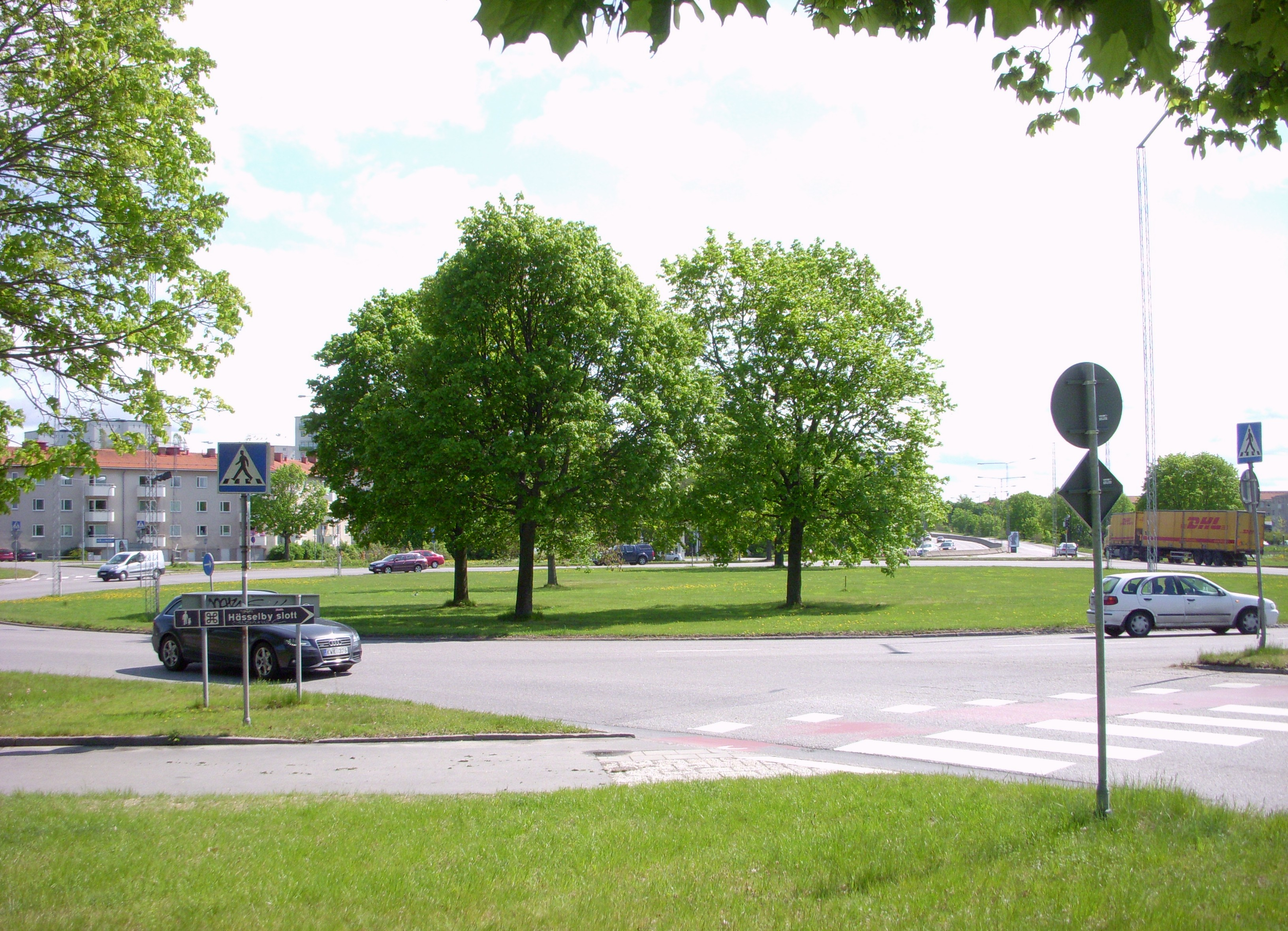
Bergslagsplan maj 2011, vy mot syd.

Bergslagsplan är en stor cirkulationsplats vid gränsen mellan stadsdelarna Vinsta, Hässelby, Grimsta och Vällingby i Västerort, Stockholm. Här möts flera stora vägar, bland andra Lövstavägen, Bergslagsvägen samt lokalgator mot Hässelby och Vällingby. Hässelby slott ligger i nära anslutning till trafikplatsen och även Grimsta IP.
Enligt planerna för Förbifart Stockholm kommer en trafikplats anläggs norr om Bergslagsplan som får namnet "Trafikplats Vinsta" eller "Vinstamotet".